# Musique chrétienne contemporaine
Genres associés
Louange, rock chrétien, hip-hop chrétien
La musique chrétienne contemporaine (MCC, ou CCM pour Contemporary Christian Music,) est un genre de musique chrétienne moderne interprétée par des artistes et des groupes chrétiens qui se concentrent sur des sujets liés à la foi chrétienne.
La CCM émerge à la fin des années 1960 avec certains artistes issus du Jesus Movement. La musique chrétienne contemporaine se distingue de genres plus traditionnels et exclusivement liturgique comme le negro spiritual, le gospel et le southern gospel, adoptent ainsi les styles plus récents. Aujourd'hui, le terme est généralement utilisé pour désigner les styles de pop, rock chrétien, louange contemporaine, hip-hop chrétien.

## Histoire

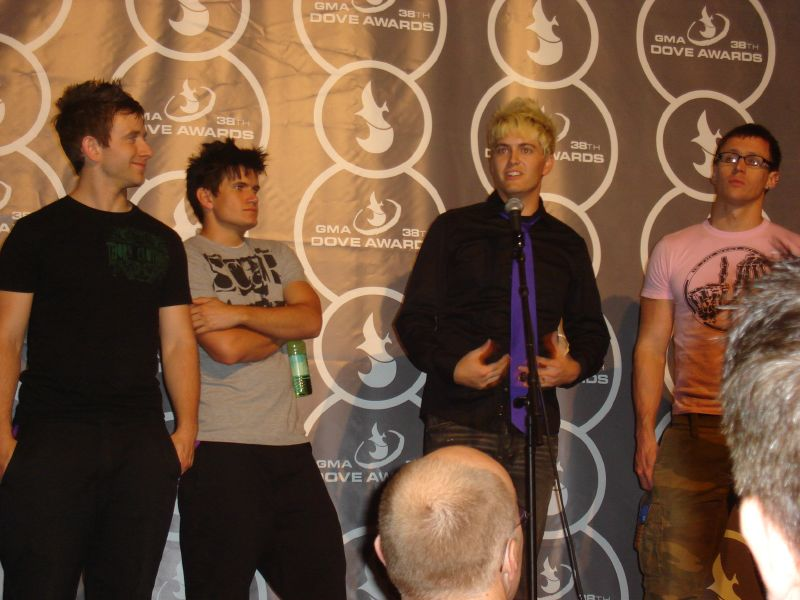
Le groupe Stellar Kart, lors d’une conférence de presse, après les GMA Dove Award à Nashville (Tennessee), États-Unis, en 2007

La musique chrétienne contemporaine émerge à la fin des années 1960 avec certains artistes issus du Jesus Movement comme Larry Norman ou Keith Green.
Les artistes évangéliques ont apporté une contribution importante à la musique chrétienne contemporaine dans les années 1960, en développant divers styles de musique chrétienne, du rock chrétien au hip-hop chrétien en passant par le punk chrétien ou encore le metal chrétien ,. Les Dove Awards, une cérémonie annuelle qui récompense la musique chrétienne, sont créés à Memphis (Tennessee) en octobre 1969 par la Gospel Music Association.
Divers labels de disques évangéliques ont soutenu le mouvement. Dans le rock chrétien, il y a Sparrow Records fondé en 1976 aux États-Unis par Billy Ray Hearn, un gradué en musique chrétienne de l’Université Baylor. 
Dans le hip-hop chrétien, TobyMac, Todd Collins, et Joey Elwood fondent le premier label spécialisé Gotee Records en 1994, . La fondation du label Reach Records en 2004 par Lecrae et Ben Washer a également eu un impact important dans le développement du hip-hop chrétien ,.

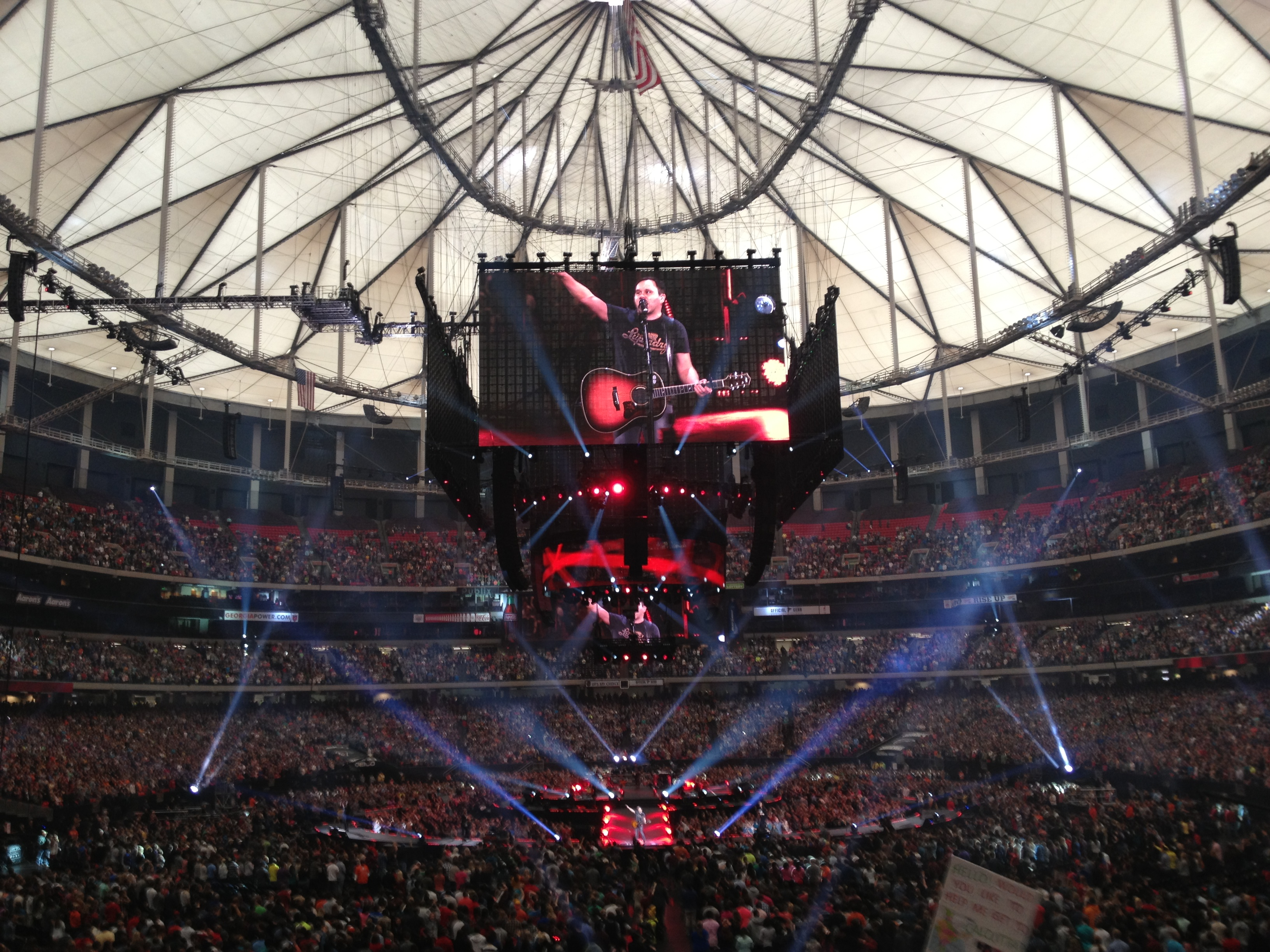
Passion Conferences, au Georgia Dome à Atlanta (Géorgie), États-Unis, en 2013

Dans les années 1960, les artistes évangéliques ont commencé à produire des concerts et ils ont été de plus en plus présents lors de rassemblements de jeunes dans les décennies qui ont suivi, comme Passion Conferences fondé en 1997 à Atlanta (Géorgie), aux États-Unis.
Dans les années 1970, un nombre grandissant d'artistes chrétiens commence à utiliser des sonorités plus contemporaines, participant ainsi à la montée en puissance des genres pop et rock notamment. Le message de l'évangile est ainsi véhiculé au travers de genres musicaux d'actualité, et plus familiers des auditeurs contemporains. L'usage grandissant des médias par les églises et l'expansion des megachurches contribuent également au développement de l'industrie de la musique chrétienne contemporaine.
Dans les années 1980 et 1990, la musique chrétienne contemporaine a pris une place considérable dans les services chrétiens évangéliques,. Une grande variété de styles musicaux a développé la louange traditionnelle.
Certaines chansons de musiciens chrétiens contemporains ont réussi à rejoindre des auditoires non principalement chrétiens. Malgré un message chrétien clair, la chanson I Can Only Imagine de MercyMe sortie en 1999 a été un succès sur toutes les radios. En 2018, You Say de Lauren Daigle a été un succès semblable.  
La musique chrétienne contemporaine fait partie intégrante du paysage radio et télévisuel de certains pays à majorité chrétienne.
Selon une étude publiée en 2009 par Faith Communities Today, 64 % des églises qui ont opté pour la musique chrétienne contemporaine au cours des cinq dernières années ont eu une augmentation de la fréquentation des services de 2 % ou plus.
Selon une étude de Worship Leader Research publiée en 2023, parmi les 25 licences de chansons les plus populaires utilisées par les églises entre 2010 et 2020, presque 100% proviennent de 3 groupes de musique de megachurches; Hillsong Worship (Hillsong Church basée à Sydney, en Australie), Bethel Music (Bethel Church basée à Redding, en Californie) et Elevation Worship (Elevation Church basée à  Matthews, en Caroline du Nord) ,,.

## Styles
La musique chrétienne contemporaine a des influences du folk, du gospel, de la musique pop et du rock.
Dans les années 1980 et 1990, la musique chrétienne contemporaine, comprenant une grande variété de styles musicaux, comme le rock chrétien et le hip-hop chrétien a fait son apparition dans la louange , ,.

## Artistes
Amy Grant, Michael W. Smith, Phil Keaggy et John Elefante sont parmi les artistes de renom qui ont contribué à développer la CCM à devenir populaire. Plusieurs artistes séculier, tels que The Byrds, Bob Dylan, Van Morrison, Elvis Presley, Creed, Lifehouse et U2, ont traité des thèmes chrétiens dans leur musique, mais ne font pas partie de l'industrie CCM. D'autres artistes représentant ce genre comprennent Casting Crowns, Jeremy Camp, Third Day, Matthew West, tobyMac, Chris Tomlin, Brandon Heath et Aaron Shust. Historiquement, Jars of Clay, DC Talk, Steven Curtis Chapman et Newsboys ont également appartenu à ce genre.

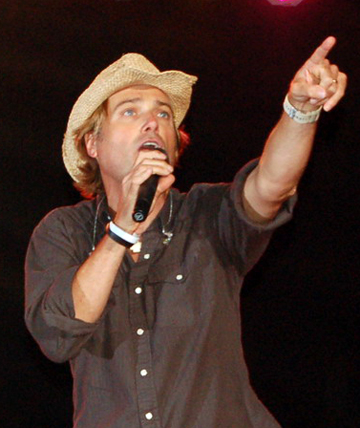
Michael W. Smith
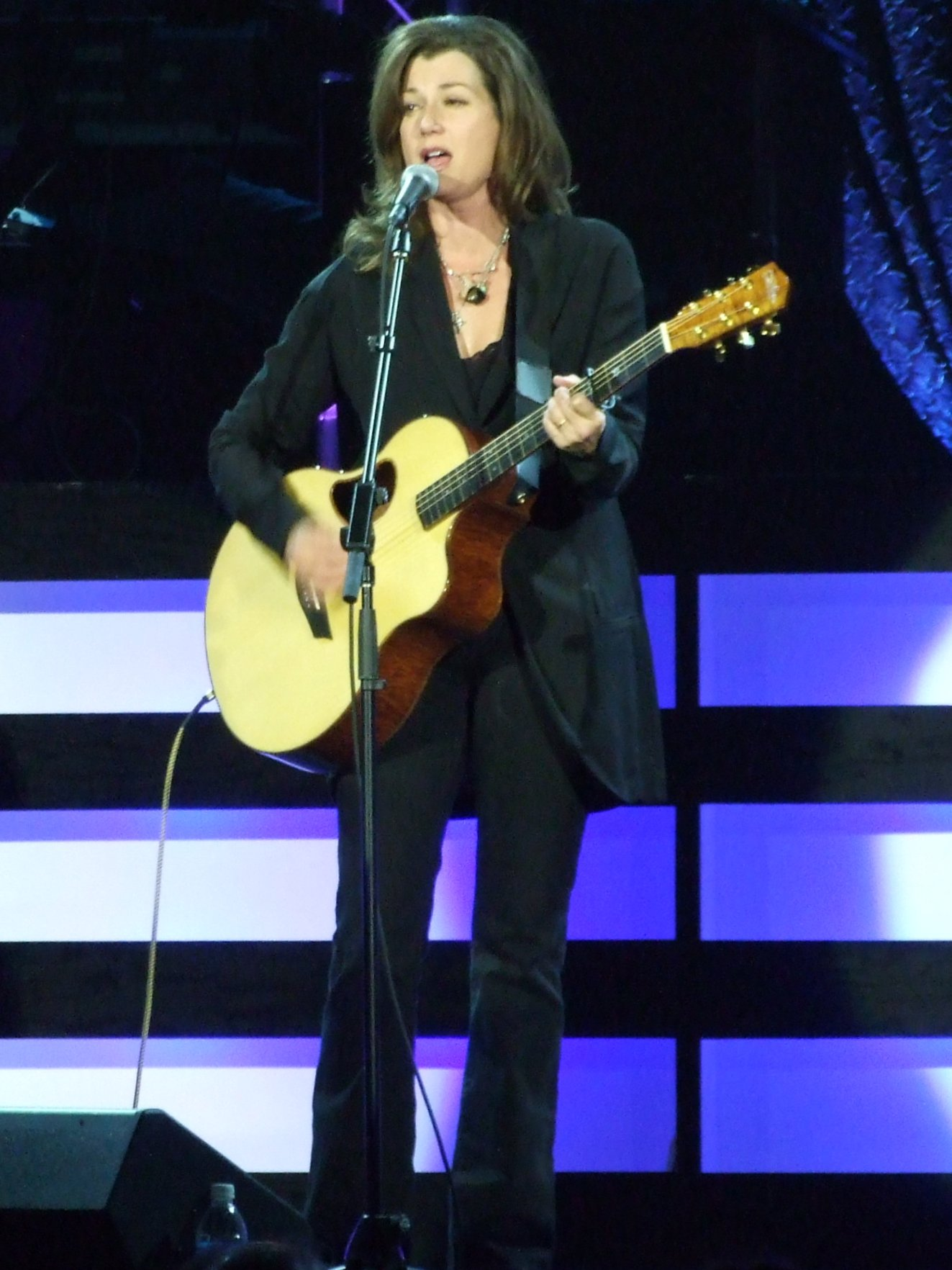
Amy Grant
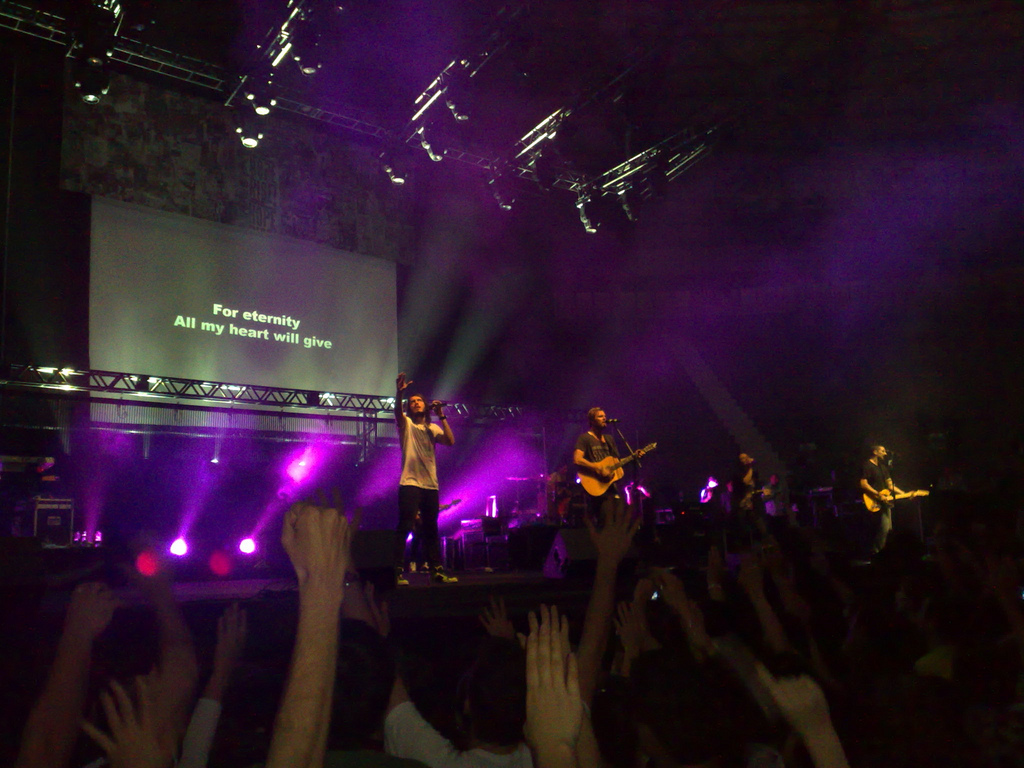
Hillsong United

## Controverses
La musique chrétienne contemporaine a été un sujet de controverse de diverses manières depuis ses débuts dans les années 1960. L'Université Bob Jones, de tradition fondamentaliste, décourage ses étudiants en dortoir d'en écouter. D'autres trouvent simplement que le concept de musique pop / rock chrétienne est un phénomène inhabituel, puisque la musique rock a toujours été associée à des thèmes tels que la sexualité, la rébellion, la consommation de drogue et d'alcool et d'autres sujets normalement considérés comme antithétiques. 
Certains écrivains de la tradition presbytérienne réformée affirment que l'inclusion de CCM dans un culte viole le deuxième commandement et le principe régulateur du culte, car il ajoute des inventions, des paroles et de la musique instrumentale créées par l'homme à la manière biblique d'adorer Dieu.
En 1979, dans le livre Christian Music in Contemporary Witness, Donald Ellsworth estime que "La responsabilité de l’Eglise n’est pas d’échapper à la réalité" "mais de répondre aux problèmes contemporains par des moyens légitimes et bibliques".